# Arena teaterbåten

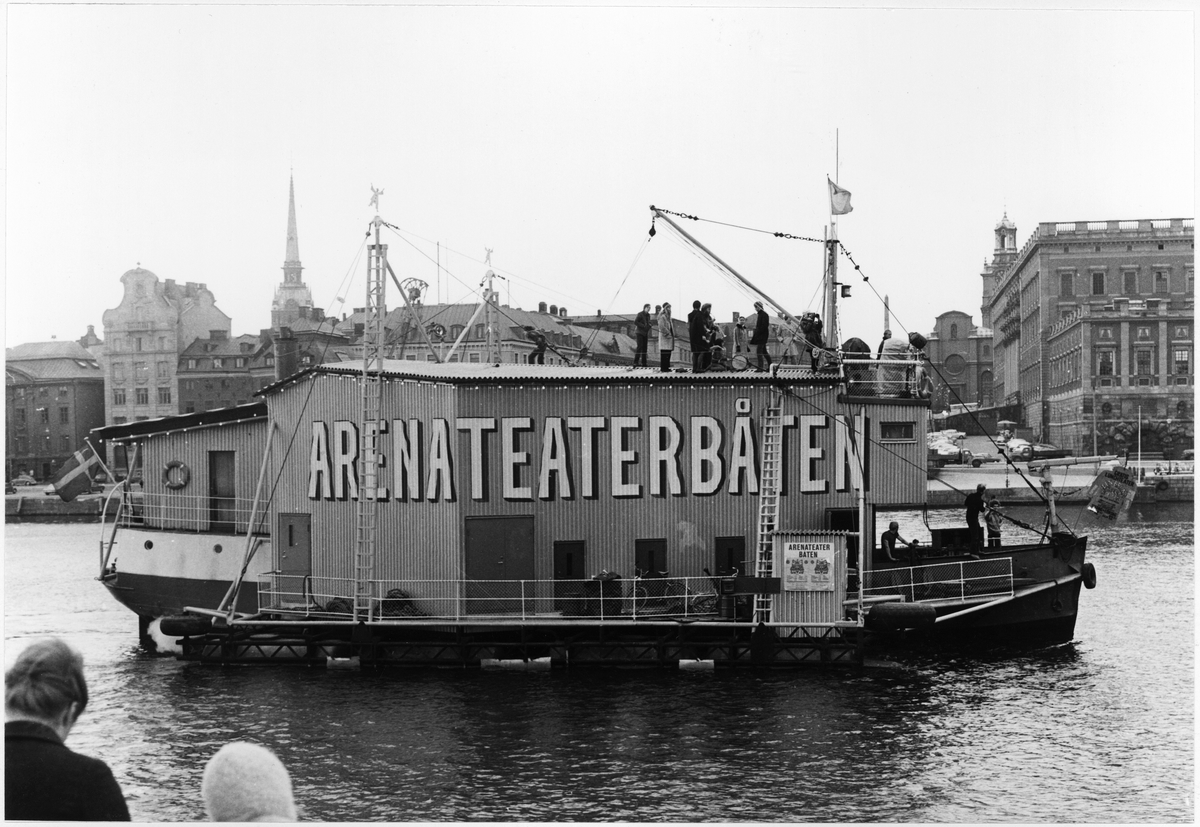
Arena Teaterbåten 1970.

Arena Teaterbåten var en flytande teaterscen som tillkom genom en ombyggnad av fartyget Nyttig. Mellan 1968 och 1985 fungerade Teaterbåten som länsteater för Stockholms skärgård. Verksamheten uppbar statligt stöd som sedermera drogs in, vilket ledde till att verksamheten upphörde. Initiativtagare och ledande figur för projektet var Per Simon Edström.
Edström berättade 3 december 1966 i Hylands hörna om sina planer på att bygga en teaterbåt.